# گرگ براکمن
گرگ براکمن (به انگلیسی: Greg Brockman) کارآفرین، سرمایه‌گذار و توسعه‌دهنده نرم‌افزار آمریکایی است که به عنوان هم بنیان‌گذار شرکت اوپن‌ای‌آی را تأسیس کرد. او پس از ترک مؤسسه فناوری ماساچوست حرفه خود را در شرکت استرایپ در سال ۲۰۱۰ شروع کرد. در سال ۲۰۱۳، او استرایپ را ترک کرد و در سال ۲۰۱۵ شرکت اوپن‌ای‌آی را تأسیس کرد و مدیر ارشد فناوری آنجا شد.